# Mezősámsond község
Mezősámsond község (románul: Comuna Șincai) község Maros megyében, Romániában. Központja Mezősámsond, beosztott falvai Feketepuszta, Kislekence, Édeságtelep.

## Népessége
A 2011-es népszámlálás adatai alapján a község népessége 1622 fő volt.